# Nina Schroth
Nina Schroth (16 de agosto de 1991) es una deportista alemana que compite en halterofilia. Ganó una medalla de oro en el Campeonato Europeo de Halterofilia de 2019, en la categoría de 81 kg.

## Palmarés internacional
| Campeonato Europeo | Campeonato Europeo | Campeonato Europeo | Campeonato Europeo |
| Año                | Lugar              | Medalla            | Categoría          |
| ------------------ | ------------------ | ------------------ | ------------------ |
| 2019               | Batumi (Georgia)   | Medalla de oro     | 81 kg              |